# Nicht nur zur Weihnachtszeit (Film)
Nicht nur zur Weihnachtszeit ist ein Film nach der gleichnamigen satirischen Erzählung von Heinrich Böll.

## Handlung
Weihnachten 1945: Tante Milla freut sich, dass der Krieg vorbei ist und sie endlich wieder so schön Weihnachten feiern kann wie zuletzt 1938. Doch als der Weihnachtsbaum nach den Festtagen abgeschmückt wird, bekommt sie einen Tage andauernden Schreikrampf, der erst endet, als Onkel Franz mitten im Februar einen neuen Baum kauft und die Familie nochmal Weihnachten feiert. Von nun an ist Milla jeden Tag überzeugt, es sei Heiligabend, und die Familie muss zwei Jahre lang jeden Tag Weihnachten feiern, um Millas Nerven zu schonen.
Während es Milla gut geht, leidet die Familie und droht zu zerbrechen: Ihr Mann Franz geht fremd und lässt sich durch einen ihm ähnlich sehenden Schauspieler vertreten. Tochter Lucy wandert mit Mann und Kindern in ein Land aus, wo keine Tannen wachsen und niemand Weihnachten feiert. Der eine Sohn, Franz, geht in ein Kloster, und der andere, Johannes, tritt der kommunistischen Partei bei. Nach und nach bleiben immer mehr Familienmitglieder der Feier fern und werden erst durch Schauspieler, schließlich durch Puppen ersetzt – was Milla aber nicht erkennt. Die Szene wird immer verstörender und am Schluss tanzt Milla allein um den mit Puppen besetzten Tisch und verstreut Kunstschnee. Nur der Geistliche auf dem Ehrenplatz der Tafel (erst ein Pfarrer, dann ein Prälat und schließlich ein Bischof) ist bis zum Schluss echt.

## Produktion
Der Film ist eine Produktion des ZDF und wurde in den Studios der Berliner Union-Film gedreht. Am 30. Dezember 1970 wurde er zum ersten Mal gesendet und seither häufiger wiederholt.

## Rezeption
„Bissige Satire auf veräußerlichte und sinnentleerte Festtagsrituale“

„Die deutsche Familie wird ironisch seziert“